# Kanton Gennevilliers-Sud
Kanton Gennevilliers-Sud (fr. Canton de Gennevilliers-Sud) je francouzský kanton v departementu Hauts-de-Seine v regionu Île-de-France. Tvoří ho jižní část města Gennevilliers.